# Großsteingrab Dambeck (Groß Kiesow)
Das Großsteingrab Dambeck (auch Klünderstein genannt) ist eine megalithische Grabanlage der jungsteinzeitlichen Trichterbecherkultur bei Dambeck, einem Ortsteil von Groß Kiesow im Landkreis Vorpommern-Greifswald (Mecklenburg-Vorpommern). Es trägt die Sprockhoff-Nummer 552.

## Lage
Das Grab befindet sich etwa 500 m nordöstlich von Dambeck am Rand eines kleinen Waldstücks.

## Beschreibung

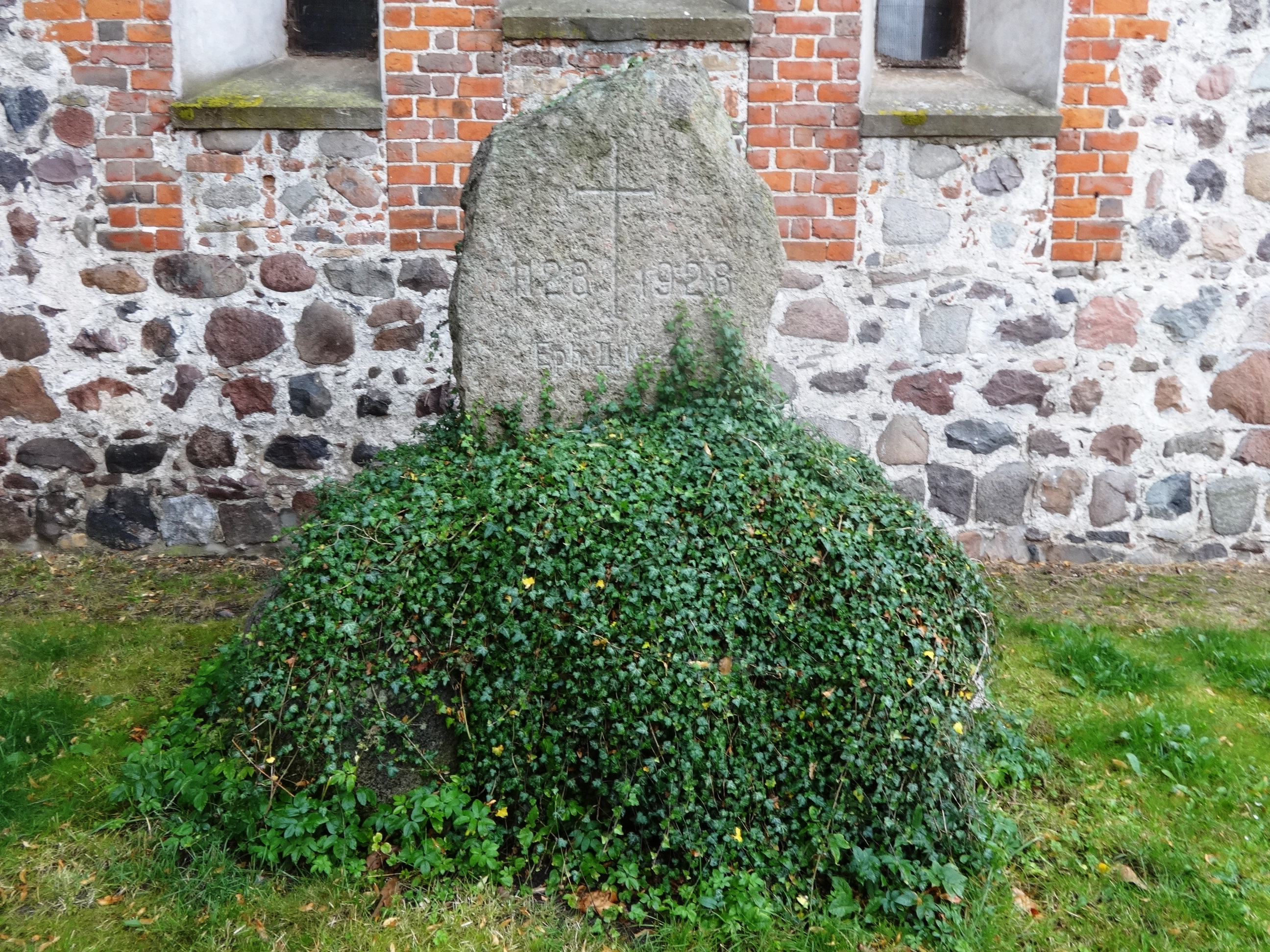
Das Christianisierungsdenkmal vor der Kirche St. Nikolai in Gützkow

Die Anlage besitzt ein trapezförmiges Hünenbett, das ursprünglich wohl eine Umfassung besaß, von der Ernst Sprockhoff 1931 noch einen an der Nordseite in situ stehenden Stein sowie zwei nach Nordosten verschleppte Steine feststellen konnte. Die ost-westlich orientierte Grabkammer wurde von Ernst Sprockhoff offenbar irrtümlich als Ganggrab betrachtet, Ewald Schuldt sah sie hingegen als Großdolmen an. Sie hatte eine Länge von 7 m und eine Breite von 1,7 m. Sprockhoff stellte 1931 noch den westlichen Abschlussstein, den angrenzenden Wandstein der nördlichen Langseite und den zweiten Wandstein der Südseite in situ fest. Der zweite Wandstein der Nordseite war ins Innere der Kammer gestürzt. Am westlichen Ende lag zudem ein nach Süden verrutschter, gesprengter Deckstein mit einer Länge von 2,2 m, einer Breite von 1 m und einer Dicke von 1,2 m. Mittlerweile steht kein Stein mehr in situ. Weiterhin liegen zahlreiche Bruchstücke umher.
Für die starke Zerstörung der Anlage ist zum Teil die Errichtung des Christianisierungsdenkmals vor der Kirche St. Nikolai im nahen Gützkow im Jahr 1928 verantwortlich, da hierfür einige Steine des Grabes gesprengt wurden. Damit einher ging eine Untersuchung des Grabes. Die Funde gelangten in die Ernst-Moritz-Arndt-Universität Greifswald. Eine Publikation der Grabung erfolgte bislang nicht.